# NGC 4529
NGC 4529 est une galaxie spirale située dans la constellation de la Chevelure de Bérénice. NGC 4529 a été découverte par l'astronome germano-britannique William Herschel en 1784. Il s'agit d'une galaxie à faible brillance de surface et son identification est incertaine.

## Caractéristiques
La classe de luminosité de NGC 4529 est III-IV et elle présente une large raie HI.

### Distance
Sa vitesse par rapport au fond diffus cosmologique est de 2 841 ± 22 km/s, ce qui correspond à une distance de Hubble de 41,9 ± 3,0 Mpc (∼137 millions d'al).
À ce jour, sept mesures non basées sur le décalage vers le rouge (redshift) donnent une distance de 48,800 ± 5,720 Mpc (∼159 millions d'al), ce qui est à l'intérieur des valeurs de la distance de Hubble. Notons cependant que c'est avec la valeur moyenne des mesures indépendantes, lorsqu'elles existent, que la base de données NASA/IPAC calcule le diamètre d'une galaxie et qu'en conséquence le diamètre de NGC 4529 pourrait être d'environ 26,1 kpc (∼85 100 al) si on utilisait la distance de Hubble pour le calculer.

### Brillance de surface
En raison d'une brillance de surface égale à 14,06 mag/am2, on peut qualifier NGC 4529 de galaxie à faible brillance de surface (LSB en anglais pour low surface brightness). Les galaxies LSB sont des galaxies diffuses (D) avec une brillance de surface inférieure de moins d'une magnitude à celle du ciel nocturne ambiant.

## Identification de NGC 4529

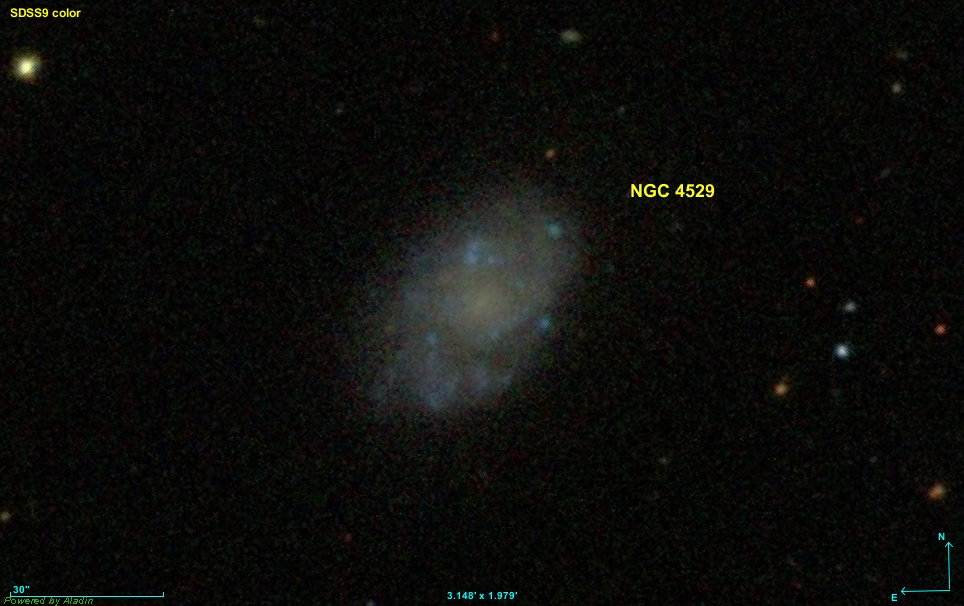
Selon Simbad, PGC 41463 est NGC 4529.

L'identification de NGC 4529 à UGC 7696 (PGC 41639) ne fait pas l'unanimité. Selon Wolfgang Steinicke et les bases de données HyperLeda, UGC 7696 est bel et bien UGC 7696. Le professeur Seligman souligne que cette identification est incertaine et que NGC 4529 pourrait être un objet perdu ou inexistant. Tant qu'à la base de données Simbad (et donc le logiciel Aladin qui prend ses données sur celle-ci), ils font cavalier seul en identifiant NGC 4529 à PGC 41482 (aussi PGC 41463).
Sur son site, Steve Gottlieb souligne l'incertitude de cette identification en écrivant qu'il n'y a rien aux coordonnées approximatives indiquées par Herschel et que son identification à UGC 7697 est très incertaine. Il ajoute que l'identification à PGC 41482 = PGC 41463 est fausse. Harold Corwin écrit que NGC 4529 est peut-être UGC 7697, mais que les preuves (historiques) ne sont pas très bonnes.